# NGC 4708
NGC 4708 је спирална галаксија у сазвежђу Девица која се налази на NGC листи објеката дубоког неба.
Деклинација објекта је - 11° 5' 37" а ректасцензија 12h 49m 41,6s. Привидна величина (магнитуда) објекта NGC 4708 износи 13,8 а фотографска магнитуда 14,6. NGC 4708 је још познат и под ознакама MCG -2-33-16, IRAS 12470-1049, PGC 43382.